# 2023년 북러정상회담
2023년 북러정상회담은 조선민주주의인민공화국 김정은 국무위원장과 러시아 블라디미르 푸틴 대통령이 2023년 9월 12일에 정상회담을 가진 것이다. 러시아 보스토치니 우주기지에서 열렸다.
이 회담은 2020년 조선민주주의인민공화국에 코로나19가 발생한 이후 김정은의 첫 해외 방문이다. 이번 만남은 블라디미르 푸틴 대통령이 러시아의 우크라이나 침공 당시 어린이들을 불법 양도 혐의로 국제형사재판소로부터 체포영장을 발부받은 가운데 이뤄졌다. 조선민주주의인민공화국과 러시아는 모두 로마규정의 당사국이 아니며, 러시아는 2014년 크림반도 합병으로 인해 2016년에 탈퇴했다.

## 회담
2023년 9월 초, 그 달쯤 김정은 위원장이 러시아를 방문할 것이라는 보도가 나왔다. 9월 10일, 김정은 위원장이 2019년 러시아를 방문할 때 이용했던 개인 장갑열차를 타고 평양을 떠난 후 양측이 회담을 확정했다. 이 회담은 군사 정찰 위성 개발과 식량 지원에 대한 러시아의 지원을 받는 대가로 소련 시대로부터 대량의 조선민주주의인민공화국의 탄약 비축량을 러시아가 받을 가능성에 초점을 맞춘 것으로 추측되었다.
김정은 위원장은 9월 12일 러시아에 도착했다. 회담에서 김정은 위원장은 다시 한번 러시아의 서방에 대한 "러시아는 성스러운 싸움에 나섰다. 제국주의에 맞서 싸우고 주권 국가를 건설하는 데 항상 함께할 것"이라며 러시아를 지지하였다. 러시아가 조선민주주의인민공화국의 위성 건설을 돕겠느냐는 질문에 블라디미르 푸틴 대통령은 "그래서 그들이 여기에 왔다"고 했다.

## 반응
회담 이틀 뒤 볼로디미르 젤렌스키 우크라이나 대통령은 원희룡 대한민국 국토교통부 장관을 만나 대한민국이 우크라이나 재건과 복구를 위해 23억 달러를 지원하고 우크라이나의 주권과 영토 보전에 대한 지원에 감사를 표했다.

## 같이 보기
- 러시아의 대외 관계
- 조선민주주의인민공화국의 대외 관계
- 2019년 북러정상회담
- 대한민국-우크라이나 관계
- 러시아-우크라이나 전쟁